# 鬼祟謬誤
鬼祟謬誤（英語：furtive fallacy）為一種非形式謬誤，是斷定某些事情一定是某些心懷不軌的團體在背後操作導致。这一术语最早由美国历史学家大卫·哈克特·费舍尔提出，这一概念指的是一种历史解释谬误，即倾向于把历史事件的成因一律归结为某种阴谋、错误或罪行，认为历史的推动力总是隐藏的邪恶或不正当因素。它表现出对官方或表面解释的极端不信任，进而错误地认为一切都隐藏着某种罪行或邪恶。
有些鬼祟謬誤會宣稱一歷史事件缺乏詳細的證據，就是它背後有陰謀的證據。这种谬误的极端形式是普遍的偏执狂。

## 相關概念
- 陰謀論
- 抵消假設

## 外部連結
- （英文）About: Furtive fallacy（页面存档备份，存于）